# Duane Isely
Duane Isely (24 de octubre de 1918-7 de diciembre de 2000) fue un botánico y profesor estadounidense. Realizó estudios de la flora tropical de América, especialmente de Brasil y de Cuba.
En 1938, recibió una licenciatura en Artes; su Maestría en Ciencias, en 1939 de la Universidad de Arkansas, y el grado de Doctor en Filosofía, en 1942, de la Universidad de Cornell. En 1944, fue nombrado Asociado de Extensión, cuando llegó a la Universidad Estatal de Iowa para ayudar a operar el laboratorio de semillas en ciernes. Se desempeñó como profesor Asistente (1947-1948), como profesor asociado (1949-1955) y como profesor (1956-1981). Y designado Profesor Distinguido en 1981; retirándose en 1989.
Sus primeras publicaciones reflejaron su temprano interés por la tecnología de semillas. Publicó un libro de texto y documentos de más de 50 sobre el tema. Además, fue un científico activo de las malezas, la publicación de cerca de 20 libros y manuales de laboratorio sobre incluidas las malas hierbas nativas y naturalizadas las leguminosas (Fabaceae) de los Estados Unidos (excluyendo Alaska y Hawái) en 1998.

## Algunas publicaciones

### Libros
- 2002. One Hundred and One Botanists. Ed. Purdue University Press. 351 pp. ISBN 1557532834 En línea
- Lloyd M. Wax, Richard S. Fawcett, Duane Isely. 1999. Weeds of the North Central States. Ed. DIANE Publ. 303 pp. ISBN	0788177605 En línea
- 1999. Vascular Flora of the Southeastern United States: Leguminosae (Fabaceae). Volumen 3, Parte 2. Ed. University of North Carolina Press. 277 pp. ISBN 080781900X
- 1998. Native and naturalized Leguminosae (Fabaceae) of the United States: (exclusive of Alaska and Hawaii). Ed. Monte L. Bean Life Science Museum, Brigham Young University. 1.007 pp. ISBN 0842523960
- 1981. Leguminosae of the United States, III: subfamily Papilionoidae, tribes Sophoreae, Podalyrieae, Loteae. Volumen 25, Nº 3 de Memoirs Series. Ed. New York Botanical Garden. 264 pp. ISBN 0893272329
- 1973. Leguminosae of the United States: I. subfamily mimosoideae. Volumen 25, Nº 1 de Memoirs Series. Ed. New York Botanical Garden. 152 pp.
- 1958. Weed identification and control in the North Central States. Ed. Iowa State College Press. 152 pp.
- 1958. Fifty years of seed testing (1908-1958). Ed. The Association. 101 pp.

## Honores
- "Premio al mérito por su trabajo", con la Asociación de Análisis Oficiales de Semillas
- La abreviatura «Isely» se emplea para indicar a Duane Isely como autoridad en la descripción y clasificación científica de los vegetales.[3]